# Перехрестя шамана
«Дорога шамана» (англ. Shaman's Crossing) — роман американської письменниці Маргарет Ліндгольм, написаний під псевдонімом Робін Гобб, перший в серії «Син солдата» (англ. Soldier Son). Написаний у формі розповіді від третьої особи з точки зору головного персонажа. Роман був опублікований 2015 року у видавництві HarperVoyager. Історії персонажів продовжуються у наступних романах трилогії «Лісовий маг» (англ. Forest Mage) та «Магія відступника» (англ. Renegade's Magic).
Доля Невара Бурвілля була вирішена в момент його народження: він другий син лорда, а отже син-солдат. Підкоряючись звичаю, Невар готується до навчання в Академії щоб стати офіцером та присвятити своє життя служінню королю. В цей час загострюються стосунки між трьома народами: Гернією, батьківщиною Невара; вільними кочівниками рівнин та загадковим плем'ям спеків. Три цивілізації, три різні магії готуються до сутички і саме Невар опиняється в центрі цих подій.

## Світ
Протягом багатьох поколінь Гернія воювала із західним сусідом Співучими землями за прибережні райони. Прийшовши до влади, король Тровен припинив війну, пожертвувавши прибережними районами, та спрямував військові сили на Схід. Поступово землі кочівників, що жили на Рівнинах, були захоплені, племена кочівників підкорені, а їх магія практично знищена залізом. Між Гернією та Рівнинами будується королівський тракт, який прямує все далі на схід. Наступною метою короля є Рубіжні гори, володіння таємничого народу спеків, які до того вели війну з жителями Рівнин.
Влада в Гернії належить королю. Окрім нього є лорди, які мають вплив на прийняття рішень. В сім'ях лордів існує чітка ієрархія: перший син — спадкоємець, другий — солдат, третій — священник, четвертий — митець, п'ятий — вчений. Причому, якщо один з синів помирає, інший не може зайняти його місце. Довгий час лорди лишались незмінними, проте король Тровен нагородив деяких офіцерів землями та чинами. Таким чином з'явилися так звані «нові аристократи» або «бойові лорди». Між новими та старими аристократами трапляються постійні протиріччя, оскільки нові підтримують владу короля і віддані йому, а старі прагнуть тримати владу у власних руках.

## Сюжет
Невар з дитинства готується стати солдатом. Він навчається верхової їзди, фехтування, стрільби, математики та інших наук. Під час подорожі на заставу разом з батьком Невар стає свідком нападу на доньку розвідника, яка є напівкровкою (її мати жителька Рівнин), а також бачить, як вона використовує магію для захисту. Батько Невара засуджує поведінку розвідника, який не лише має дитину від дикунки, а й сміє брати її з собою до міста.
Поблизу маєтку Невар з учителем бачать злочинців, яких женуть на схід будувати міст. На захід до королеви поспішає посланець, який має повідомити про нову хвилю чуми спеків.
Невара віддають на навчання Девару, воїну з племені Кидона. Наприкінці навчання Девара вирішує використати хлопця у власних цілях, познайомивши його для цього з магією свого народу. Невар потрапляє у потойбічний світ жителів Рівнин і отримує наказ вбити ворога племені, який захопив один з мостів через який проходять померлі душі. Девар не може сам звільнити міст, оскільки втратив магію після поранення залізною кулею, а Невар володіє магією свого народу, магією заліза. Після низки випробувань перед хлопцем з'являється товста жінка з народу спеків. Син-солдат не наважується підняти меч на жінку похилого віку і вона отримує перемогу над Неваром. Жінка-страж захоплює частину душі хлопця і тепер частина його лишається у світі духів.
Невар прокидається вдома. Виявляється Кефт віддав сина Девару, аби той навчився сумніватися, а не сліпо вірити усьому. Проте той повернув хлопця пораненого нічого не пояснивши. Невар переконує себе, що події в потойбіччі приснились йому.
Невару виповнюється 18. Після заручин з Карсиною та святкового балу Невар з батьком вирушає до академії Кавали, закладу де навчаються сини-солдати лордів. В дорозі Невар бачить чарівника вітру, в парус якого стріляють п'яні хлопці. Чарівник зникає під водою. Побачивши вирубку лісів, Невар відчуває фізичний біль.
Прибувши в Старий Терес Кефт та Невар відвідують Сеферта, брата Кефта. Невар знайомиться з ексцентричною кузиною Епіні, Дівчинка певна, що має наприродні здібності і говорить кузену, що бачить у нього дві аури.
Невар починає навчання в академії. Він вперше стикається з несправедливістю стосовно синів «нових аристократів». Вони отримують гірше житло, до них більш суворо ставляться викладачі, а старші студенти вигадують досить жорстокі розіграші. Невар починає приятелювати з іншими першокурсниками: Спінк — хлопець з небагатої сім'ї, Тріст —  красивий, але не надто дисциплінований, має всі завдатки лідера, Горд — хлопець з зайвою вагою через що стає жертвою цькувань, Нестред, Корт, Рорі та інші.
Невару починають снитися дивні сни в яких присутня жінка-страж, до того він починає ходити вночі.
Через шість тижнів, вкінці так званої «посвяти» між першокурсниками з різних домів відбувається бійка, яку навмисно спровокували. Кількох першокурсників виганяють, серед них лише сини «нових аристократів».
Син директора десятирічний Колдер нахабний, але самотній хлопчик. Він намагається потоваришувати зі старшими хлопцями, але ті знущаються з нього. Тріст дає хлопчику табак і йому стає зле. Проте Тріст допомагає йому прийти до тями і переконує, що не знав про такі наслідки для Колдера. Це стає початком своєрідної дружби, яку Тріст використовує з вигодоб для себе.
Капітан Моу пропонує Невару стати розвідником, оскільки бачить в ньому для цього всі завдатки і не бачить якостей для офіцера. Невар категорично відмовляється. У снах хлопець знову бачить жінку-стража, яка нагадує про призначення та забороняє мріяти про сім'ю та дітей. В наступному листі від Карсини замість надісланих квітів виявляється пил.
Під час бійки Спінка та Тріста зникає Горд. Через деякий час Колдер просить Невара та Спінка забрати свого друга з лікарні. Горда сильно побили, але він все заперечує. Лікар Амікас попереджає, що далеко не перший такий випадок, але всі потерпілі приховують правду. Причому Колдер надто часто стає свідком таких випадків. Повертаючись до кімнат, хлопці зустрічають Колдера, який біжить до лікара бо є ще один поранений. Невар іде туди і бачить непритомного Тайбера (старшокурсника, який є сином «бойового лорда» і неодноразово піднімав питання про нерівність між синами нових та старих аристократів). Тайбер на хвилину опритомнює і говорить, що на нього напали. Старшокурсники Джаріс та Ордо підходять до пораненого і намагаються переконати лікаря, який теж підійшов, що Тайбер п'яний, а побився він ще в місті. Тайбера виключають з академії.
Страж у сні говорить, що призначення Невара зупинити будівництво королівського тракту, через який знищуються ліси і незабаром магія почне його кликати.
Сефет та Епіні приїжджають забрати Невара на вихідні, Спінк на прохання Епіні їде з ними.
Епіні вмовляє хлопців провести спіритичний сеанс, під час якого розуміє, що з ним щось не так. Хлопці розповідають Сефету про події в академії та ситуацію з Тайбером. Сеферт ділиться своїми побоюваннями стосовно громадської війни через неузгодження між старими та новими лордами. Епіні проводить ще один сеанс під час якого стикається з жінкою-стражем. Вона погрожує дівчинці і зв'язує її зі Спінком закляттям «тримай міцно».
Невар переконує себе, що Епіні просто влаштувала виставу і поводиться наче нічого не сталось. Після розмови Сефета з директором та судового засідання на якому вислухали Невара, Тайбера повертають до школи. Спінк має намір одружитися з Епіні. Тайбер стає розвідником і вирушає на своє перше завдання.
Перед важливими іспитами першокурсники дізнаються, що буде повністю відраховано один з дозорів, який матиме гірший середній результат. Спінк, який має проблеми з математикою починає посилено вчитися. Мати Епіні обурена спілкуванням доньки зі Спінком, оскільки має інші плани щодо її шлюбу. Через її наклепи, Спінка звинувачують у недостойній поведінці щодо дівчини та відправляють на випробувальний термін.
Після екзамену з креслення Моу попереджає Невара, що рішення щодо його дозору вже давно прийняте і після іспитів вони будуть виключені. Моу знову переконує хлопця піти в розвідники поки не пізно.
В Строму Тересі відбувається святкування в честь Темного Вечора, куди дозволено піти студентам. В шатрі потвор Невар бачить чоловіка з зайвою вагою, який стверджує, що це наслідок чуми спеків та закритих у клітках спеків. На хвилину хлопець втрачає контроль над власним тілом і робить жест рукою, після якого спеки починають танець пилу. Повертаючись до академії Невар бачить непритомного Колдера, якого напоїли алкоголем старшокурсники. Він допомагає хлопчику повернутись додому. Зранку Невара відраховують з позбавленням усіх привілеїв по наказу полковника через брехню Колдера. Повернувшись до кімнати Невару стає зле.
Лікар просить негайно оголосити карантин, так як підозрює початок чуми спеків. Невар говрить лікарю про спеків в Тересі та їх танець пилу. Під час гарячки Невар усвідомлює, що одна його частина постійно знаходилась у потойбіччі і вчилась у жінки-стража.
Завдяки цьому жінка все більше підкорювала Невара і врешті-решт використала його, щоб у вдалий момент заразити студентів академії смертельною хворобою. Отямившись, Невар бачить Епіні, яка допомагає хворим у лікарні. Спінк помирає, а Епіні, прив'язана до нього закляттям «тримай міцно» іде за ним. Невар встигає прив'язати себе до дівчини і опиняється в потойбіччі.
Невар бачить жінку-стража, яка захоплює душі померлих. Хлопець намагається повернути назад своїх друзів. Він знаходить свій меч, який лишив тут минулого разу і вбиває їм жінку-стража.
Епідемія чуми закінчується. Невар поступово відновлюється. Спінк вижив, проте за станом здоров'я більше не може бути солдатом. Батьки Епіні змушені погодитись на її шлюб зі Спінком після того, як вони провели разом ніч під час святкування Темного Вечора. Епіні певна, що Невар повернув втрачену частину себе. Колдер зізнався у брехні стосовно Невара, його повертають до школи.

## Головні персонажі

#### Сім'я Бурвіль
- Невар Бурвіль (англ. Nevare Burvelle) — головний герой, від імені якого ведеться розповідь. Невар з дитинства навчався верхової їзди, фехтування, стрільби, математики та інших наук. На початку книги йому вісім років. Дуже старанний і слухняний син, який намагається заслужити пошану батька. Він живе у Широкій Долині з матір'ю, старшим братом Россом та сестрами Елісі та Ярил, а також молодшим братом Ванзі, який готується стати священиком.
- Кефт Бурвіль (англ. Keft Burvelle) — батько Невара, полковник і кавалерист у відставці. Отримав від короля маєток у 400 акрів та власний герб, побудував будинок, посадив фруктові сади та поля бавовнику. Окремі землі виділив старим воїнам, які раніше служили під його початком, а тепер вийшли у відставку. Мудро господарює і керує людьми. У строгості, навіть у страху, тримає сім'ю, особливо синів. Хоче, щоб Невар став не просто солдатом, а добрим командиром.
- Селета Бурвіль (англ. Selethe Burvelle), до шлюбу Роуд — мати Невара. Жінки в Гернії не набувають такої освіти, як чоловіки, їм навіть не дозволено читати Писання цілком (тільки уривки), тому Селета з її покірним характером може бути прикладом ідеальної дружини.
- Росс Бурвілль — старший брат Невара, спадкоємець маєтку та іншого майна сім'ї. Після смерті батька муситиме турбуватись про свою сім'ю, а також сім'ю свого брата-солдата.
- Елісі — молодша сестра Невара.
- Ярил — найменша сестра Невара.
- Ванзі — Молодший брат Невара, готується стати священником, як кожен третій син.
- Сеферт Бурвіль (англ. Sefert Burvelle) — дядько Невара. Перший син, який успадкував маєток у Старому Таресі і титул. Знаходиться у відмінних стосунках із братом і зовсім не заздрить його новому високому статусу. А ось його дружина Даралін недолюблює Невара і вважає, що коли інші займають таке саме становище, ставиться під сумнів її власне.
- Епіні (англ. Epiny) — ексцентрична дочка Сеферта. Поводиться, як маленька дівчинка, плює на пристойності та відстоює право самостійно вибирати собі нареченого. Одного разу вночі шокувала Невара тим, що прийшла до нього в кімнату в одній нічній сорочці, щоб побалакати. Захоплюється спіритичними сеансами. Є медіумом та відчуває подвійну ауру Невара. Епіні має молодшу сестру Пуріссу.

#### Королівська Академія кавали
- Полковник Стіт (англ. Colonel Stiet) — нинішній керівник Академії. Було підвищено не за бойові подвиги, а за «паперову» службу. Не любить нових лордів і упереджено ставиться до їхніх синів. Даралін Бурвіль — близька подруга його дружини.
- Колдерт Стіт (англ. Caulder Stiet) — син полковника Стіта, який ще не став кадетом Академії. Дуже намагається не вдарити в багнюку обличчям перед дорослими друзями, навіть випив одного разу цілу пляшку вина і мало не помер від алкогольного отруєння.
- Корт Браксан, Нейтред Верлені — кадети та приятелі Невара Бурвілля, які живуть з ним в одній кімнаті.
- Спінк, повне ім'я Спінрек Кестер (Spinrek Kester) — син солдата-героя, який загинув під тортурами. Після його смерті сім'я мало не розорилася, тому що дружина не вміла господарювати, і керуючий їх обікрав. У нього є старший брат Рорк та молодші сестри. Спинк прямий, чесний, шляхетний, але дуже запальний.
- Тріст (англ. Trist) — високий, золотоволосий красень. Легко ставиться до заборон, любить пожартувати. Майже відразу стає непримиренним ворогом Спінка.
- Горд (англ. Gord) — розумний і добрий, але дуже товстий хлопець, з якого всі постійно знущаються.

#### Інші персонажі
- Девара (англ. Dewara) — Кідон. Це кочове плем'я, підкорене Гернією, відрізнялося жорстокою вдачею. Колись Девара був могутнім шаманом, але втратив чинність після того, як батько Невара всадив йому кулю в плече. Якийсь час був наставником Невара.
- Сержант Дюріл (Sergeant Duril) — наставник Невара в мистецтві верхової їзди, старий сержант. Раніше служив під командуванням отця Невара. Він носить вухо вбитого ворога в гаманці на поясі, але не як військовий трофей, а як нагадування (на що здатна людина, якщо втратить над собою контроль). Його сини також стали солдатами.
- Карсіна Гренолтер — усміхнена дівчина, дочка лорда Гренолтера, посватана Невару. Пише листи з моторошними орфографічними та пунктуаційними помилками. Подруга Ярил.

## Реакція
У статті для «The Times» критикеса Аманда Крейг заявила, що трилогія «Син солдата» була наповнена правдоподібними персонажами, і оцінила серію як «таку фантастику, яку написав би Ентоні Троллоп, якби жив зараз». Крейг вважає, що в книзі є натяки на критику військової агресії в Іраку.
«The Guardian» вважає, що романи серії «розумні та глибокі», але критикує їх за відсутність «серця та іскри, що перевертає сторінку».
На «Curledup.com» відзначають цікавий світ і майстерно створені літературні образи, навіть у негативних персонажів, проте критикують затягнутість історії та те, що Робін Гобб зайве вдається у деталі. Автор статті рекомендує книгу лише тим, хто вже знайомий із творчістю Робін Гобб.
Письменник Джордж Р. Р. Мартін вважає, що «в сучасній багатій фантастичній літературі книги Робін Гобб схожі на справжні діаманти в морі циркону».